# Johann Georg Schulthess
Johann Georg Schulthess (auch: Schultheß, Schultheiss; * 18. Dezember 1758 in Stettfurt; † 20. September 1802 in Zürich) war ein Schweizer reformierter Theologe.

## Leben
Der Sohn des Pfarrers und Übersetzers mehrerer griechischer und römischer Klassiker Johann Georg Schulthess hatte die erste Ausbildung vom Vater erhalten; sein Bruder war der Theologe Johannes Schulthess.
Mit vierzehn Jahren kam er auf das Collegium humanitatis in Zürich und wurde siebzehnjährig Kandidat des Predigtamtes. Seitdem betätigte er sich als Privatlehrer, wurde mit einundzwanzig Jahren Lehrer an der Realschule in Zürich, 1787 Diakon an der Waisenhauskirche in Zürich und 1791 Leutepriester am dortigen Münster. 1795 wählte ihn die asketische Gesellschaft in Zürich zu ihrem Präses, 1801 wurde er nach dem Tod seines Freundes Johann Caspar Lavater Diaconus an der Kirche St. Peter und starb in der Folge militärischer Auseinandersetzungen.

## Werke
- Predigt über Jos. 24, 15 bei der zweiten Trauung seines Vaters mit Fr. A. C. Rahn. Zürich 1782
- Platons Gastmahl, aus dem Griechischen. Zürich 1782
- Neujahrsstück der Chorherrenstube ... 1786
- Manuductor ad latintatem in usum scholae Turioensis. Turist 1787
- Von der natürlichen Moral, aus dem Französischen des M*** (Meister) von Herrn Sch***. Herausgegeben und mit einigen Anmerkungen begleitet von C. M. Wieland. Leipzig 1789
- Steuerpredigt über die Brandbeschädigten zu Ottenbach über 2 Corinth. 7, 16. Zürich 1790
- Der Christ, nach Matth. 5, 6, 7. ein Abschiedsgeschenk von der Waisenschule. Zürich 1791
- Trauerrede Herrn J. G. Fichte und Jungfrau Johanna Maria Rahn, gehalten zu Baden in der Schweiz am 22. Oktober 1793. Zürich 1793
- Predigt über 1 Thessal. 3, 12, 13, an dem außerordentlichen Bet- und Dankfest gehalten in der Kirche zu Mönchaltdorf am 16. März 1794. Zürich 1794
- Etwas zum Andenken Herrn Johann Scheuchzer's, weiland Statthalters der Republick Zürich. Zürich 1794
- Predigt über Ps. 7, 9–11, den in Stäfa gelegenen Zürcherischen Truppen und dortigen Gemeine in der Kirche zu Stäfa gehalten, Sonntags de 12ten Heumonats 1795. Zürich 1795
- Predigt nach Verlesung der hochobrigen Declaration, betreffend die im Volk entstandenen Unruhen, am 19ten Heumonats 1795 in Sträfa gehalten. Zürich 1795
- Hochzeitspredigt für Herrn Joh. Heß, neu erwählter Pfarrer von Bubikon und Jungfrau Anna Schulheß, seinen lieben Geschwistern. Zürich 1796
- Etwas zum Andenken des Herrn Johann Jakob Rahn, gewesenen Pfarrers zu Hinweil, der ascetischen Gesellschaft den 9. Hornung 1797. Zürich 1797
- Sendschreiben an die aus meinen Religionsunterrichte zum Genuß des heiligen Abendmahls entlassenen Töchter. o. O., O.J.
- Gebet der deutschen Schüler für das liebe Vaterland ...
- Kurzes Gespräch zweier Landbürger, durch die gegenwärtigen Zeitumstände veranlasst. Zürich 1798
- Ein offenes Wort an den Bürger Cantonsrichter David Vogel. Zürich 1798
- Predigt über 5 Buch Mos. 4, 39, 40; an dem ersten Helvetischen Bettage unter den neuen Constitution, den 6ten Herbstmonat 1798 gehalten in der Kirche Markt-Altdorf. Zürich 1798
- Von dem Einflusse der Staatsrevolution auf den christlichen Lehrberuf und Lehrstand, der ascetischen Gesellschaft vorgelesen. Zürich 1798
- Blumen auf Elisens Grab, im Christenmonat 1798. Zürich 1798
- Auf den Geburtstag Sr. Königl. Hoheit, des Erzherzogs Carl. Zürich 1799
- Einladung an Menschenfreunde zur Theoilnahme an einer neuen Hülfsanstalt für die nothleidenen Einwohner unseres hartbedrängten Vaterlandes. Zürich 1799
- Erste Nachricht von dieser Hülfsanstalt. Zürich 1800
- Rechenschaft von den Verrichtungen der Hülfsgesellschaft, dem wohltätigen Publicum vorgelegt im July 1800. Zürich 1800
- Die bisherigen Stillständen der Stadtkirchgemeinde zum großen Münster an ihre geehrten und lieben Mitbürger und gemeindegenossen am 29. May 1800. Zürich 1800
- Die evangelisch-reformierten Kirchenvorsteherschaften an die gemein Helvetische Tagsatzung. Zürich 1800
- Erklärung der rechtmäßigen Eigenthümer von Zehnten und Bedenzins, über ihre Ansprüche, dem Helvetischen Vollziehungsausschlusse vorgelegt im April 1800. Zürich 1800
- Nachricht und Aufruf an die Zehnten- und Grundzinspfligtigen Bürger allernächst des Cantons Zürich und dann anderer Cantone. Zürich 1800
- Denkmal des im J. 1800 gehaltenen Congresses der asketischen Gesellschaft in Zürich. Zürich 1800
- Herzensergießungen über den religiösen und sittlichen Verfall in unserem Vaterlande, in Gespräch und Gebet, von einem Gott und sein Vaterland liebenden Landmanne, herausgegeben im July 1800 von J. G. S. Zürich 1800
- Zweite Rechenschaft von den Verrichtungen der Hülfsanstalt, dem wohltätigen Publikum vorgelegt. Zürich 1801
- J. C. Lavater, der Dichter, eine Rede, gehalten bei der musikalischen Gedächnißfeier am 26. Hornung 1801. Zürich 1801
- Abschiedspredigt des bisherigen Leutpriesters beim großen Münster und neugewählten Diakonus an der St. Petrikirche in Zürich, über Hebr. 13, 20, 21. Zürich 1801
- Antrittspredigt des neuen Diakonus an der St. Peterskirche in Zürich, über Philipp. 1, 8. Zürich 1801
- Ueber Schauspiele und ihren Besuch, eine Predigt, in der St. Peterskirche zu Zürich gehalten. Winterthur 1801
- Aloys Reding, ein Blumensträuschen. Winterthur 1802
- Auserlesenen Schriften religiösen Inhalts, zu allgemeiner Erbauung. Nach Schultheß Tode von seinen Freunden herausgegeben. Winterthur 1803 (3. Teile)
- Schriftmäßige und klare Auslegung und christerbauliche Nutzanwendung des ganzen Evangelii Jesu Christi, nach Matthäus. In 58 Abendstunden Mittwochs und Samstags der St. Petrigemeinde in Zürich vorgetragen. Auf vielfältiges Verlangen herausgegeben zum Nutzen und Frommen des Christenthums. Winterthur 1804 (auch unter dem Titel: Homilien über das Evangelium nach Matthäus. Nach Schultheß Tode herausgegeben von einigen Freunden. 1. und 2te Hälfte)
- Auslegung und christerbauliche Nutzanwendung der Offenbarung Johannis. In 27. Abendstunden. Winterthur 1805
- Pasionspredigten. Nach Schultheß Tode herausgegeben von einigen Freunden. Winterthur 1805